# Spondon
Spondon är en ort i distriktet Derby, i grevskapet Derbyshire, i England. Ward hade 12 650 invånare år 2021. Spondon var en civil parish fram till 1968 när blev den en del av Derby, Dale Abbey och Ockbrook. Civil parish hade 11 541 invånare år 1961. Byn nämndes i Domedagsboken (Domesday Book) år 1086, och kallades då Spondune.